# 虎泉站
虎泉站位于中华人民共和国湖北省武汉市洪山区东湖高新技术开发区，是武汉地铁2号线与11号线的地铁换乘站。

## 车站结构
车站位于虎泉街与卓刀泉南路的交汇处东侧，顺虎泉街布置。车站于2008年6月完成招标。车站总长185.3m，总建筑面积11583.8平方米，共设四个出入口。采用明挖法施工。车站为地下二层岛式车站：地下一层为站厅层，地下二层为站台层。

### 楼层分布
| 地面     | 地面               | 出入口                               |  |  |
| 地下一层 | 站厅               | 售票机、客服中心、武漢通充值、洗手間 |  |  |
| 地下二层 |                    | █ 2号线 往天河机场（广埠屯）         |  |  |
|          | 岛式站台，左侧开门 |                                      |  |  |
|          |                    | █ 2号线 往佛祖岭（杨家湾）           |  |  |

### 車站出口
|                                                             |      |      | |
|                                                             |      |      | |
| 出口编号                                                    | 设施 | 图片 | 建议前往的目的地 |
| A                                                           |      |      | 虎泉街 楚康路、羲合世家 |
| B                                                           |      |      | 虎泉街 湖北藝術職業學院、湖北交通職業技術學院、卓刀泉小学、凯乐桂园                                                                       |
| D                                                           |      |      | 虎泉街 虎泉时尚中心、星光苑小区、教师小区                                                                                                 |
| E                                                           |      |      | 虎泉街 武汉虎泉医院、卓刀泉寺、伏虎山小区                                                                                                 |
| F (预留)                                                    |      |      | 卓刀泉南路 |
| G1 G2                                                       |      |      | 卓刀泉南路 华中师范大学东门、湖北省民政厅政务服务中心、武汉市洪山区公共法律服务中心、卓刀泉广场、南苑花园、保利大都会、中粮科工、建信小区 |
| 注： 設有电梯 \| 設有洗手間 \| 設有母婴室 \| 設有无障碍设施 |      |      | |

## 换乘交通
虎泉街地铁虎泉站：（A、C出入口）：625

## 邻近地點
北侧有武汉湖滨仪器总厂、卓刀泉小学，南侧有卓刀泉市场、湖北省经济干部管理学院和湖北省艺术学校。

### 内部链接
- 武汉地铁车站列表